# Saint-Michel-sur-Loire
Saint-Michel-sur-Loire är en kommun i departementet Indre-et-Loire i regionen Centre-Val de Loire i de centrala delarna av Frankrike. Kommunen ligger i kantonen Langeais som tillhör arrondissementet Chinon. År 2018 hade Saint-Michel-sur-Loire 713 invånare.

## Befolkningsutveckling
Antalet invånare i kommunen Saint-Michel-sur-Loire
Referens:INSEE